# Délkelet-európai Együttműködési Szervezet

A Délkelet-európai Együttműködési Kezdeményezés tagállamai (narancs) és megfigyelői (zöld)

A Délkelet-európai Együttműködési Szervezet (angolul: Southeast European Cooperation Initiative (SECI)) nemzetközi szervezet, amelynek célja a határokon átnyúló bűnözés elleni fellépés és a tagállamok ilyen erőfeszítéseinek jobb koordinálása. Székhelye Bukarestben található, az Országgyűlési Palota 10. emeletén. A szervezetet hivatalosan 1999. május 26-án hozták létre, működését 2000. november 1 napján kezdte meg.

## Tagsága
- Tagállamok:
  -  Albánia
  -  Bosznia-Hercegovina
  -  Bulgária
  -  Horvátország
  -  Görögország
  -  Észak-Macedónia
  -  Magyarország
  -  Moldova
  -  Románia
  -  Szerbia
  -  Szlovénia
  -  Törökország
- Európai megfigyelők:
  -  Ausztria
  -  Azerbajdzsán
  -  Belgium
  -  Franciaország
  -  Grúzia
  -  Hollandia
  -  Egyesült Királyság
  -  Németország
  -  Olaszország
  -  Portugália
  -  Spanyolország
  -  Ukrajna
- Európán kívüli megfigyelők:
  -  Amerikai Egyesült Államok
  -  Japán
  -  Kanada
- Megfigyelő nemzetközi szervezetek:
  - Nemzetközi Migrációs Szervezet (International Organization for Migration (IOM))
  - Európai Rendvédelmi Együttműködési Intézet (European Institute for Law Enforcement Cooperation (EULEC))
  - Nemzetközi Migrációpolitikai Központ (International Center for Migration Policy Development (ICMPD))
  - az ENSZ Koszovói Missziója (United Nations Mission to Kosovo (UNMIK))